# روب وايت (مهندس)
روب وايت (بالإنجليزية: Rob White)‏ هو مهندس بريطاني، ولد في 15 يوليو 1965 في Camblesforth ‏ في المملكة المتحدة.